# Вокзальный район (Томск)

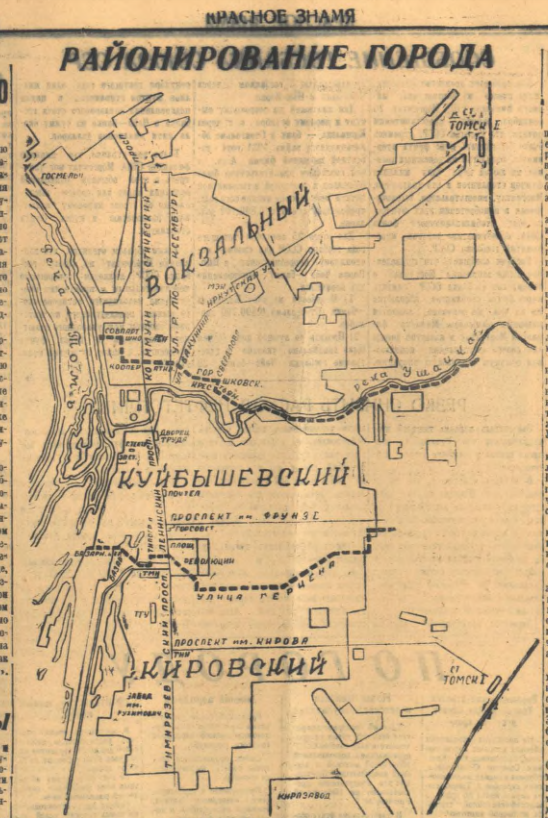
Районы г.Томск, Красное Знамя, 1936 г.

Вокзальный район — административный район в Томске, существовавший с 26.09.1936 до 1959 года.  
Назван в честь вокзала железнодорожной станции Томск-II и названной по нему Вокзальной улицы.
Район находился на территории нынешнего Октябрьского района, на юге граничил с Куйбышевским районом.

## История
Согласно постановлениям Новосибирского облисполкома от 4 ноября 1937 года и Президиума Томского горсовета 7 января 1938 года Томск был разделён на три городских района: Вокзальный, Куйбышевский, Кировский.
Такое деление просуществовало до 6 октября 1959 года, когда было отменено городское районирование.

## Улицы

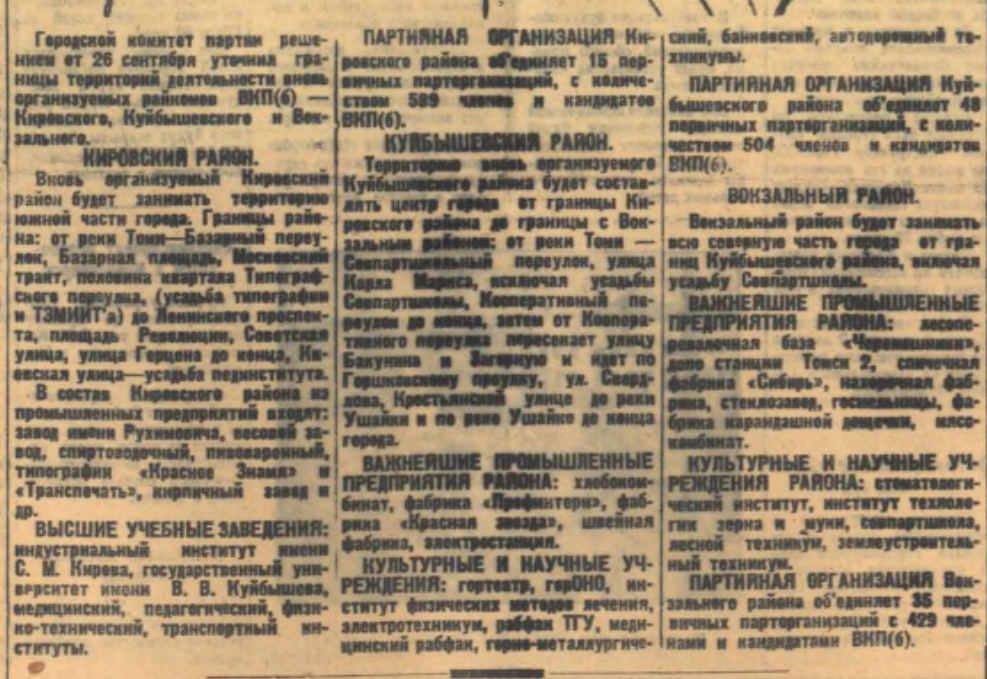
Статья в газете "Красное Знамя" за 29.09.1936 о районировании города Томск

- Иркутский тракт;
- Иркутская улица;
- Октябрьская улица;
- Соляная площадь.